# شرکت بهره‌برداری نفت و گاز کارون
شرکت بهره‌برداری نفت و گاز کارون شرکت نفت و گاز ایرانی است که به عنوان زیرمجموعه‌ای از شرکت ملی مناطق نفت‌خیز جنوب در زمینه تولید، فرآورش و انتقال نفت خام و گاز طبیعی، همچنین تولید میعانات گازی فعالیت می‌کند.
شرکت نفت و گاز کارون در سال ۱۳۷۷ تأسیس شد و هم‌اکنون (۱۳۹۴) با تولید متوسط یک میلیون بشکه نفت خام در روز، بزرگترین تولیدکننده نفت شرکت ملی مناطق نفت‌خیز جنوب، (که خود بزرگترین تولیدکننده نفت در ایران است) به‌شمار می‌آید، که از این میزان حدود ۵۰۰ هزار بشکه در روز توسط خطوط لوله، به پالایشگاه آبادان، پالایشگاه تهران، پالایشگاه اراک و پالایشگاه تبریز ارسال و مابقی به مقصد پایانه صادراتی خارک، متعلق به شرکت پایانه‌های نفتی ایران، انتقال می‌یابد. این شرکت همچنین به‌طور متوسط ۵۵ هزار بشکه در روز میعانات گازی تولید می‌نماید. از میان ۶ میدان نفتی تحت مدیریت شرکت نفت و گاز کارون، میدان نفتی اهواز با ظرفیت تولید ۸۰۰ هزار بشکه نفت خام در روز، بیشترین و میدان نفتی رامین با تولید حدود ۲ هزار بشکه در روز، کمترین سهم تولید را دارا می‌باشند.
شرکت نفت و گاز کارون مالک شبکه گسترده‌ای از ۳٫۰۹۴ کیلومتر خطوط لوله انتقال نفت و گاز، ۷ مجتمع بهره‌برداری، ۴ کارخانه نمک‌زدایی، ۱۰ ایستگاه تقویت فشار گاز و ۳ کارخانه گاز و گازمایع می‌باشد. دفتر مرکزی این شرکت در شهر اهواز قرار دارد.

## تاریخچه
پس از پایان جنگ ایران و عراق و آغاز بازسازی تأسیسات نفتی، در اواسط دهه ۱۳۷۰ بحث تشکیل شرکت‌های تابعه در گستره شرکت ملی مناطق نفتخیز جنوب عملیاتی شد و سرانجام شرکت بهره‌برداری نفت و گاز کارون براساس بند الف ماده ۵ اساسنامه شرکت ملی نفت ایران و بند ن تبصره ۲ قانون بودجه سال ۱۳۷۷ کل کشور، با هدف راهبری عملیات تولید، فرآورش و انتقال نفت خام، گاز و گاز مایع، همچنین تصفیه آب (خام، صنعتی و شرب) در شهرستان اهواز، در تاریخ ۱۱ آذر ۱۳۷۷ تحت شماره ۱۴۵۷۸۸ نزد سازمان ثبت شرکت‌ها و مؤسسات غیرتجاری، به ثبت رسید و از ابتدای سال ۱۳۷۹ به عنوان یک شرکت سهامی خاص، که کلیه سهام آن متعلق به شرکت ملی مناطق نفتخیز جنوب می‌باشد، فعالیت خود را آغاز نمود.
این شرکت با در اختیار داشتن ۷ مجتمع بزرگ صنعتی و شبکه‌ای از ۶ هزار کیلومتر خطوط لوله انتقال نفت، گاز و آب، در گستره‌ای به وسعت ۱۵ هزار کیلومتر مربع در شهرستان اهواز و مناطق همجوار آن، روزانه بیش از یک میلیون بشکه نفت (معادل ۲۵ درصد نفت تولیدی کل کشور)، حدود ۷۰۰ میلیون فوت مکعب گاز و ۶۵ هزار بشکه مایعات گازی را از میدان نفتی اهواز، میدان نفتی منصوری، میدان نفتی آب تیمور، میدان نفتی دارخوین و میدان نفتی رامین تولید و نیمی از آن را از طریق خطوط لوله انتقال نفت و گاز، به شرکت پایانه‌های نفتی ایران در جزیره خارک، جهت صادرات تحویل می‌دهد. این شرکت همچنین معادل ۵۰۰ هزار بشکه تولید روزانه نفت خام خود را، به چندین پالایشگاه داخلی، ارسال می‌نماید. بعلاوه تأمین آب شرب، صنعتی و خام، تأسیسات صنعتی کارون و منازل سازمانی مستقر در کلان‌شهر اهواز، با دبی روزانه ۲۵۰ تا ۱۵۰ هزار بشکه نیز از دیگر وظایف این شرکت است.

## تولید
برنامه تولید نفت و گاز شرکت بهره‌برداری نفت و گاز کارون نیز مانند سایر شرکت‌های تولیدکننده در سه بخش نفت، گاز و مایعات گازی پس از انجام تحقیقات کارشناسی از طرف مدیریت برنامه‌ریزی تلفیقی شرکت ملی مناطق نفت‌خیز جنوب تهیه می‌شود و پس از تأیید در هیئت مدیره شرکت ملی نفت ایران، از سوی مدیرعامل مناطق نفتخیز جنوب، به ستاد این شرکت و مدیریت تولید ابلاغ شده و برنامه تولید جهت اجرا، در اختیار شرکت کارون قرار می‌گیرد.

### نفت خام
شرکت بهره‌برداری نفت و گاز کارون به عنوان بزرگترین شرکت بهره‌بردار زیرمجموعه شرکت ملی مناطق نفتخیز جنوب، با دارا بودن ۵۴۷ حلقه چاه در محدوده جغرافیایی خود، روزانه بیش از یک میلیون بشکه نفت تولید می‌نماید. نیمی از نفت فرآورش شده شرکت نفت و گاز کارون جهت صادرات به پایانه صادراتی خارک و مابقی برای مصارف داخلی، از طریق شبکه خطوط لوله این شرکت، به پالایشگاه آبادان، پالایشگاه تهران، پالایشگاه اراک، پالایشگاه آناهیتا و پالایشگاه تبریز ارسال می‌گردد.

### گاز طبیعی
در کلیه میدان‌ها نفت و گاز تحت مدیریت شرکت کارون، بعلت وجود مقادیر زیاد گازهای همراه نفت، همواره عملیات تولید و فرآیند جمع‌آوری گاز طبیعی نیز، در کنار استخراج نفت انجام می‌گیرد، بنابراین میزان حجم گاز تولید شده، همواره به مقدار نفتی که استخراج می‌شود بستگی دارد. شرکت بهره‌برداری نفت و گاز کارون در حال حاضر به‌طور میانگین، روزانه در حدود ۵۰۰ میلیون فوت مکعب گاز طبیعی تولید و فرآورش می‌نماید، که درصد زیادی از آن، جهت مصارف خانگی و صنعتی به شرکت ملی گاز ایران تحویل داده می‌شود.

### میعانات گازی
میدان‌های تحت مدیریت شرکت بهره‌برداری نفت و گاز کارون، دارای یکی از غنی‌ترین گازها می‌باشند، که پس از تولید به پالایشگاه‌های گاز و گازمایع این شرکت ارسال می‌شود و پس از فرآورش و پالایش اولیه، گاز خشک و مایعات گازی از هم تفکیک شده و میعانات گازی از طریق خطوط لوله، جهت تأمین خوراک اولیه به پتروشیمی ماهشهر و پتروشیمی بندرامام ارسال می‌گردد. این شرکت در حال حاضر روزانه حدود ۶۵ هزار بشکه مایعات گازی تولید می‌نماید.

### آب آشامیدنی و صنعتی
شرکت کارون دارای دو کارخانه تأمین و تصفیه آب آشامیدنی، آب صنعتی و آب خام، با ظرفیت ۵۵ هزار متر مکعب در روز است، که آب شرب آن برای مصارف خانگی، شهرک‌های متعلق به شرکت ملی مناطق نفت‌خیز جنوب در اهواز، در مناطق شهرک نفت، نیوسایت و محله کارون، همچنین آب صنعتی نیز جهت واحدهای عملیاتی و تأسیسات این شرکت در استان خوزستان مورد استفاده قرار می‌گیرد.

## نیروی انسانی
شرکت بهره‌برداری نفت و گاز کارون دارای شبکه جامعی از ۵٫۴۰۸ نفر نیروی انسانی می‌باشد، که از این تعداد ۱٫۶۰۶ نفر به عنوان نیروی رسمی و ۳٬۹۰۲ نفر به عنوان نیروی پیمانکاری، در ادارات ستادی، مدیریت‌ها و بخش‌های عملیاتی این شرکت فعالیت می‌کنند.

## میدان‌ها عملیاتی

### میدان نفتی اهواز
میدان نفتی اهواز از میدان‌ها نفتی ایران است، که در استان خوزستان، در محدوده شهرستان اهواز، در جنوب غربی ایران واقع می‌باشد. میدان نفتی اهواز در سال ۱۳۳۷ با حفر چاه شماره۶ اهواز کشف گردید. در حال حاضر ظرفیت تولید میدان اهواز به‌طور میانگین معادل ٧۵٠ هزار بشکه در روز می‌باشد. میزان نفت درجای این میدان معادل ٣٧ میلیارد بشکه است.
طول این میدان ۶۷ کیلومتر و عرض آن ۶ کیلومتر است، که از شمال با میدان نفتی رامین، از شرق با میدان نفتی مارون، از جنوب با میدان نفتی شادگان و میدان نفتی منصوری و از غرب با میدان نفتی آب تیمور و میدان نفتی سوسنگرد مجاور است. میدان نفتی اهواز از میدان‌ها تحت مدیریت شرکت ملی مناطق نفت‌خیز جنوب است، که عملیات تولید از آن توسط شرکت بهره‌برداری نفت و گاز کارون انجام می‌گیرد.

#### مخزن آسماری
مخزن آسماری میدان نفتی اهواز در سال ۱۳۳۷ با حفر چاه شماره۶ اهواز کشف گردید. اولین چاه این مخزن در مرداد ۱۲۹۱ تا عمق ۱۱۰۰ متری حفاری شد. چاه شماره۲ اهواز نخستین چاهی است که به سازند آسماری رسید، این چاه تا کلاهک گازی حفاری گردید، اما ادامه حفاری آن متوقف شد. بین سال‌های ۱۳۲۸ تا ۱۳۳۶ سه حلقه چاه دیگر حفاری گردید، اما حفاری چاه شماره۶ اهواز نوید تولید از مخزن آسماری را به دنبال داشت.
حفاری این چاه در شهریور ۱۳۳۶ آغاز و در حین حفاری قسمت فوقانی آسماری در فروردین ۱۳۳۷ دچار فوران شد، اما سرانجام در سال ۱۳۳۸ به عنوان چاه نفت آسماری تکمیل گردید و تولید از آن تا میزان ۳۵ هزار بشکه در روز افزایش یافت. در ابتدای تولید، فرآورش نفت در مجموعه‌های تفکیک سرچاهی به‌طور موقت صورت می‌گرفت، که با استمرار تولید، واحدهای بهره‌برداری پنج‌گانه فعلی به مرور احداث و در مدار فرآورش نفت و گاز قرار گرفتند. این مخزن در حال حاضر با تعداد ۲۷۰ حلقه چاه تولیدی، تزریقی و مشاهده‌ای و تولید ۶۶۰ هزار بشکه در روز، یکی از قدیمی‌ترین و در عین حال بزرگترین مخازن نفتی ایران می‌باشد.

#### مخزن بنگستان
مخزن بنگستان میدان نفتی اهواز با ترکیبی از سازندهای تولیدی ایلام و سروک دارای حدود ۳۱ میلیارد بشکه نفت در جای اولیه است، که بهره‌برداری از آن، در سال ۱۳۵۰ آغاز گردید. با توجه به نقش این مخزن در مجموعه مخازن شرکت ملی مناطق نفتخیز جنوب، پس از پایان جنگ ایران و عراق حجم بسیار بالایی از فعالیت‌های حفاری چاه‌ها بر روی این مخزن متمرکز شد و از سال ۱۳۵۸ تاکنون با حفاری ۹۶ حلقه چاه جدید، مجموع چاه‌های تکمیلی در این میدان، به ۱۵۰ حلقه و کل تولید آن به حدود ۱۴۰ هزار بشکه در روز افزایش یافته‌است. نفت این مخزن، به دلیل دارا بودن حدود ۳٪ درصد حجمی گاز هاش۲اس نیازمند تأسیسات مقاوم در برابر هیدروژن سولفوره است.

### میدان نفتی آب تیمور
میدان نفتی آب تیمور در جنوب غربی اهواز واقع و بوسیله رودخانه کارون به دو قسمت تقسیم شده‌است. این میدان با حفر اولین چاه در سال ۱۳۴۶ شناسایی شد، ولی بهره‌برداری از آن، پس از اتمام جنگ ایران و عراق و در سال ۱۳۷۰ آغاز گردید. نفت موجود در این مخزن حدود ۱٫۳ میلیارد بشکه نفت سنگین با حدود ۳ درصد حجمی گاز هیدروژن سولفوره برآورد گردیده است. تاکنون ۵۰ حلقه چاه در سازندهای ایلام و سروک حفاری و تکمیل شده‌است. در حال حاضر از میدان نفتی آب تیمور، روزانه ۴۷ هزار بشکه نفت خام تولید می‌شود.

### میدان نفتی منصوری
میدان نفتی منصوری، از میدان‌ها نفتی ایران است، که در استان خوزستان، در فاصله ۶۰ کیلومتری از جنوب شهر اهواز قرار دارد. این میدان از شمال غربی به میدان اهواز، از غرب به میدان آب تیمور و از شمال شرقی به میدان شادگان محصور می‌باشد. ظرفیت تولید نفت خام میدان منصوری به‌طور متوسط ۱۰۰ هزار بشکه در روز است. طول میدان منصوری در حدود ۳۹ کیلومتر و عرض آن ۵ کیلومتر می‌باشد. مخزن آسماری میدان نفتی منصوری در سال ۱۳۴۲ کشف و تولید این میدان از سال ۱۳۵۳ آغاز شد. میدان نفتی منصوری از میدان‌ها تحت مدیریت شرکت ملی مناطق نفت‌خیز جنوب است، که عملیات تولید از آن توسط شرکت بهره‌برداری نفت و گاز کارون انجام می‌گیرد.

#### مخزن آسماری
مخزن آسماری میدان نفتی منصوری در ۴۵ کیلومتری جنوب شرقی اهواز و در امتداد میدان نفتی آبتیمور و میدان نفتی سوسنگرد می‌باشد، که در سال ۱۳۴۲ با حفاری چاه شماره۱ منصوری کشف گردید. مخزن آسماری این میدان دارای ابعاد ۳۰ کیلومتر طول و ۳ کیلومتر عرض می‌باشد. از نظر زمین‌شناسی سازند مذکور به ۸ لایه تقسیم‌بندی شده‌است که با توجه به سطح تماس آب و نفت فقط لایه‌های ۱، ۲ و ۳ در ناحیه نفتی مخزن قرار گرفته‌اند. تاکنون ۱۶ حلقه چاه روی این مخزن حفر گردیده است. در حال حاضر تولید نفت از این مخزن حدود ۱۱۰ بشکه در روز می‌باشد.

#### مخزن بنگستان
ظرفیت تولید نفت خام مخزن بنگستان میدان نفتی منصوری هم‌اکنون معادل ۶۰ هزار بشکه در روز است. تولید نفت خام از مخزن بنگستان میدان نفتی منصوری از سال ۱۳۵۳ با حفاری چاه شماره۲ و ارسال نفت آن به واحد بهره‌برداری شماره۱ اهواز آغاز گردید، که پس از احداث واحد بهره‌برداری منصوری در سال ۱۳۵۸ فرآورش نفت از طریق واحد مذکور صورت می‌گیرد. این مخزن از دو سازند ایلام و سروک تشکیل گردیده است. سازند ایلام شامل ۷ حلقه چاه با تولید ۱۳ هزار بشکه در روز و سازند سروک با ۴۹ حلقه چاه و تولید ۳۹ هزار بشکه در روز، همچنین یک حلقه چاه تکمیلی دوگانه ایلام و سروک با تولید ۸ هزار بشکه در روز می‌باشد. سازند ایلام از سه لایه تشکیل گردیده که لایه ۳ تولیدی آن می‌باشد. سازند سروک دارای دو لایه تولیدی ۴ و ۶ بوده و لایه ۵ در تولید مشارکتی ندارد.

### میدان نفتی رامین
میدان نفتی رامین با ابعاد ۴۰ کیلومتر طول و ۴ کیلومتر عرض، در ۳۰ کیلومتری شمال شهر اهواز و در شمال غربی میدان نفتی مارون واقع شده‌است و دارای نفت نسبتاً سبک در سازند آسماری می‌باشد. وجود نفت در این مخزن ابتدا در سال ۱۳۵۴ با حفر چاه شماره۱ رامین کشف و سپس به وسیله حفاری چاه شماره۲ رامین مورد تأیید قرار گرفت.
در این میدان کلاً ۷ حلقه چاه حفر شده‌است، که چاه‌های ۱٬۳٬۴٬۷ در بخش غربی مخزن و چاه‌های ۲٬۵٬۶ در بخش شرقی (بخش تولیدی) قرار دارند. در حال حاضر تولید از چاه‌های شماره ۲ و ۵ صورت می‌گیرد. نفت تولیدی از این دو چاه ۱۹۰۰ بشکه در روز است که به وسیله یک خط لوله ۶ اینچ به طول ۱۷٫۵ کیلومتر تا چاه کوپال۳ و از آنجا از طریق یک خط لوله ۸ اینچ به طول ۱۷ کیلومتر، به مرحله دوم بهره‌بهرداری کوپال منتقل می‌شود.

### میدان نفتی دارخوین
میدان نفتی دارخوین در ۶۰ کیلومتری جنوب میدان آبتیمور قرار دارد. توسعه میدان در حال حاضر توسط شرکت ایتالیایی انی، با مشارکت شرکت مهندسی و توسعه نفت ایران در حال انجام است. تا قبل از تحویل میدان به شرکت انی، شرکت متن، سه حلقه چاه در این میدان حفر شده بود. نفت تولیدی این چاه از طریق یک خط لوله "۸ اینچ به طول ۷۶ کیلومتر پس از یک مرحله تفکیک در سر چاه به واحد آبتیمور هدایت می‌شود.